# 조승구
조승구(본명: 조승우, 1960년 5월 27일 ~ )은 대한민국의 트로트 가수이다.

## 학력
- 공주고등학교 졸업
- 충남대학교 음악학과 졸업

## 출연작
- 2013년 MBC 《무한도전》
- 2017년 MBC 《세모방》
- 2019년 채널A 《행복한 아침》

## 데뷔
- 1993년 1집 앨범 [들풀같은 여자 / 누구의 잘못이었나]

## 음반
- 1993년 들풀같은 여자 / 누구의 잘못이었나
- 1996년 꽃바람 여인
- 2000년 외로운 여자
- 2005년 사랑의 꽃
- 2009년 난
- 2014년 구멍난 가슴
- 2016년 나그네
- 2020년 신나는 하루 / 그래도 진실
- 2023년 애인 만나러 간다

## 홍보대사
- 2012년 세종특별자치시 홍보대사

## 수상
- 2012년 제12회 대한민국 전통가요대상 인기가수상